# Антична Тесалия
Антична Тесалия е регион от Древна Гърция. По времето на микенската цивилизация Тесалия е известна като „Еолия“ – населена с еолийци, говорещи еолийски диалект на древногръцкия език. Името е епоним от Еол и етноним, който се пренася и към региона Еолия от малоазиатското крайбрежие.

## Историческа география

### Местопложение и стопанство
Антична Тесалия обхваща тесалийската равнина с околните ѝ пространства. Равнината е подходяща за земеделие и отглеждане на зърнени култури. В Античността е известна с коневъдство – например конят на Александър Македонски Буцефал е от Фарсала.
В Класическа Гърция Тесалия се възприемала като област обхващаща и Фтиотида.

### Класи
Населението на Антична Тесалия, както и на Лакония се състояло от три класи:
1. пенестаи със статут на илоти;
2. други заварени местни жители, които обитавали областите незаети от тесалийците-нашественици. Те отдадавали почит на новите господари и не участвали в управлението;
3. тесалийци които единствени осъществявали управлението в Антична Тесалия и които били заели земите на пенестаите.

## История
За известен период след завладяването на Тесалия от античните тесалийци, изглежда тя претърпява процес на елинизацията на местните управляващи аристократични фамилии. По това време страната е разделена на четири области – Фтиотида, Флистиеолия, Тесалиотия и Пеласгиотия (явно по племенната резделеност на фтиоти и магнезийци; еолийци; теспроти; пераеби и пеласги). Това разделение на страната продължило и насетне. Всяка от тези области се ползвала с автономия и управлявала сама делата си посредством провинциален съвет с изпълнителен орган на местно самоуправление. Макар и разделена на четири области, Тесалия имала общ военен предводител, наричан василевс, а понякога и архонт (Дионисий), който оглавявал обединената тесалийска войска. Например Язон Ферейски (от Фере) събирал армия от над 8000 конници и не по-малко от 20 000 хоплити или по други сведения 6000 конници и 10 000 хоплити. С такава численост била тесалийската армия по времето на Кир Млади (син на Дарий II). Въпреки някои общи институции и инициативи, Тесалия била винаги разделена на четири области и на градове, които даже се ползвали с по-голяма независимост от областите ѝ.
На практика Антична Тесалия никога не била обединена политически. Самостоятелните ѝ градове и четирите етнически области били независими едни от други. Начело на самостойните ѝ общности била аристокрация, а управлението им също така било като цяло аристократично. Например начело на Лариса бил митичният Алеф Червения според Херодот, който го намира василевс, както Скопадите (издънка на Алевадите) били такива на Кранон и Фарсала. Тесалийската алевидска аристокрация притежавала обширни имения, била култивирана и гостоприемна, демонстрирайки богатството си. По този начин привличала древногръцките музи. Имало и отлики от аристократичното управление, понеже по някое време Лариса се управлявала като демокрация. Също така Фарсала в края на Пелопонеската война преживяла сътресения, и в името на спокойствието и сигурността на гражданите, избрала демокрацията, но тези обществени явления за Тесалия били спорадични.
През лятото на 480 г. пр.н.е. персите нахлули в Тесалия. Тесалийската армия, която охранявала Темпейската долина се евакуирала своевременно преди да пристигне персийската, след което Тесалия се предала на Ахеменидите. Впоследствие влиянието на тесалийската аристокрация в обществения живот на античната страна постепенно намаляло и към края на Пелопонеската война започнали да се налагат демократични движения. По това време Фере и Фарсала били водещи полиси, които определяли политическия курс в Тесалия. Фере бил тирания, вероятно произтекла от наложената демокрация по образец на Лакония. В периода 374 – 370 г. пр.н.е. Тесалия била за кратко политически обединена, но впоследствие е наново разделена на четири между наследниците на Язон Ферийски – Полидор, Полипрон, Александър Ферейски (упражнявал власт над Фере), Тисифон и Ликофрон.
По времето на Филип II Македонски, тесалийската аристокрация влязла в политически съюз с Древна Македония, а македонският владетел лишил Ликофрон през 353 г. пр.н.е. от власт и възстановил автономията на много тесалийски градове. През 344 г. пр.н.е. се формирала Тесалийската лига. Тесалийската конница влязла в състава на древномакедонската армия и много тесалийци участвали в кампанията на Александър Велики на изток към Индия. В края на Първата македонска война, през 197 г. пр.н.е. Тит Квинкций Фламинин освободил Орестиада, но в крайна сметка Тесалия, заедно със западен Епир влязла в състава на римската провинция Македония. 

## Митология
Древногръцката митология представя Тесалия за родината на Ахил и Язон, както и за цяла поредица митологични същества и народи (кентаври, лапити, фтиоти, мирмидони). Други древни племена в Тесалия, споменати от Омир, са еолийците, магнезийците (древните жители на Магнезия), пераеби и пеласгите.
Според Херодот (vii. 176; Veil. Pat. i. 3) местните тесалийци по негово време са епирско племе от Теспротия, т.е. теспроти, което изпърво живяло в Епир – виж и Античен Епир. Херодот предава, че под водачеството на свой предводител, тези тесалийци-теспроти нахлули в тогавашна западна Тесалия и прогонили местните пенестаи – древни еолийски жители на тази страна, след което населили и други части на Стара Елада и най-вече най-плодородните ѝ области, принуждавайки пераебите, магнезите и ахейските фтиоти да им отдават почит. 

## Археологически разкопки
В Тесалия са разкрити артефакти още от времето на неолита от около 5000 – 2500 г. пр.н.е. Селища на микенската цивилизация също са разкрити.